# Isola (Alpes Marítimos)
Isola é uma comuna francesa na região administrativa da Provença-Alpes-Costa Azul, no departamento Alpes Marítimos. Estende-se por uma área de 98,0 km².